# Skeleton-Intercontinentalcup 2007/08
Der Skeleton-Intercontinentalcup wurde in der Saison 2007/08 erstmals ausgetragen. Er sollte als Bindeglied zwischen dem Weltcup und den regionalen Rennserien Europacup und America’s Cup fungieren.
Die Startplätze wurden im Intercontinentalcup über nationale Quoten vergeben. Bei den Herren durften die Länder USA, Deutschland, Großbritannien und Kanada jeweils drei, Japan, Österreich, Russland, Lettland, Italien und Neuseeland zwei und alle restlichen Nationen einen Starter nominieren. Im Damenbereich durften auch die USA, Deutschland, Großbritannien und Kanada drei Starterinnen ins Rennen schicken, zwei Startplätze waren für Australien, Russland, die Schweiz und Japan vorgesehen. Alle übrigen Nationen hatten Anrecht auf einen Startplatz.

## Männer

### Veranstaltungen
| Datum             | Ort         | Sieger           | Zweiter          | Dritter          |
| ----------------- | ----------- | ---------------- | ---------------- | ---------------- |
| 2. Dezember 2007  | Cesana      | Sebastian Haupt  | Jeff Pain        | Chris Type       |
| 9. Dezember 2007  | Königssee   | Sebastian Haupt  | Sandro Stielicke | Keith Loach      |
| 15. Dezember 2007 | Winterberg  | Sandro Stielicke | Jeff Pain        | Andy Wood        |
| 12. Januar 2008   | Park City   | Jeff Pain        | Kelly Forbes     | Matthew Antoine  |
| 18. Januar 2008   | Calgary     | Jeff Pain        | Michi Halilovic  | Andy Wood        |
| 21. Januar 2008   | Lake Placid | Matthew Antoine  | Michi Halilovic  | Sandro Stielicke |

### Männer-Einzelwertung
| Platz | Sportler         | Land                   | Punkte |
| ----- | ---------------- | ---------------------- | ------ |
| 1     | Matthew Antoine  | Vereinigte Staaten     | 730    |
| 2     | Jeff Pain        | Kanada                 | 675    |
| 3     | Andy Wood        | Vereinigtes Königreich | 630    |
| 4     | David Lingmann   | Deutschland            | 625    |
| 5     | Sandro Stielicke | Deutschland            | 580    |
| 6     | Kelly Forbes     | Kanada                 | 570    |
| 7     | Chris Type       | Vereinigtes Königreich | 525    |
| 8     | Kyle Tress       | Vereinigte Staaten     | 525    |
| 9     | Hiroyuki Bamba   | Japan                  | 510    |
| 10    | Iain Roberts     | Neuseeland             | 460    |

## Frauen

### Veranstaltungen
| Datum             | Ort         | Siegerin          | Zweite            | Dritte          |
| ----------------- | ----------- | ----------------- | ----------------- | --------------- |
| 2. Dezember 2007  | Cesana      | Lindsay Alcock    | Monique Riekewald | Julia Eichhorn  |
| 9. Dezember 2007  | Königssee   | Monique Riekewald | Lindsay Alcock    | Julia Eichhorn  |
| 15. Dezember 2007 | Winterberg  | Julia Eichhorn    | Lindsay Alcock    | Sarah Reid      |
| 12. Januar 2008   | Park City   | Lindsay Alcock    | Katharina Heinz   | Julia Eichhorn  |
| 18. Januar 2008   | Calgary     | Lindsay Alcock    | Shelley Rudman    | Katharina Heinz |
| 21. Januar 2008   | Lake Placid | Amy Gough         | Julia Eichhorn    | Lindsay Alcock  |

### Frauen-Einzelwertung
| Platz | Sportler             | Land                   | Punkte |
| ----- | -------------------- | ---------------------- | ------ |
| 1     | Lindsay Alcock       | Kanada                 | 845    |
| 2     | Julia Eichhorn       | Deutschland            | 775    |
| 3     | Amy Gough            | Kanada                 | 710    |
| 4     | Katharina Heinz      | Deutschland            | 685    |
| 5     | Sarah Reid           | Kanada                 | 675    |
| 6     | Keslie Ann Tomlinson | Vereinigte Staaten     | 585    |
| 7     | Donna Creighton      | Vereinigtes Königreich | 585    |
| 8     | Samantha Backwell    | Vereinigtes Königreich | 520    |
| 9     | Anna Schewzowa       | Russland               | 500    |
| 10    | Rebecca Sorensen     | Vereinigte Staaten     | 495    |